# Teresina de Goiás
Teresina de Goiás é um município brasileiro do estado de Goiás.

## História
O município de Teresina de Goiás localiza-se no nordeste da Chapada dos Veadeiros, região nordeste do estado de Goiás, no Centro-Oeste do Brasil, com um área de 774,635 km², a população estimada de 3.016 habitantes e densidade 3,89 hab./km².
Este município surgiu da iniciativa de três homens e duas mulheres, Delfino Szeerquins, José da Costa e Joaquim de Souza Fagundes, Joaquina Nunes Bandeira e Antonia Francisca Lopes, que em 1960 decidiram criar um loteamento no entorno de Cavalcante com Campos Belos, na antiga GO-012. As terras pertenciam à esposa de Joaquim de Souza. E foi ele quem primeiro se estabeleceu no local. A vila que começou a se formar pertencia ao município de Cavalcante. Em 1968 ganhou a condição de distrito de Cavalcante.
Devido ao seu rápido crescimento, o distrito foi emancipado em 14 de janeiro de 1988, e em 1989 teve sua primeira eleição.
Atualmente, Teresina de Goiás é o município mais novo da Chapada dos Veadeiros e, apesar de ter muitos atrativos naturais, ainda não tem uma grande estrutura voltada para o turismo. O município é cortado pela GO-118 e pela GO-241, que dá acesso a Cavalcante. Na fundação da cidade de Teresina de Goiás, participou também o Sr. Jorjari Berto da Costa Ferreira, filho de Osório da Costa Ferreira. Estes foram os primeiros a chegar neste território. Os dois vieram de Nova Roma-GO, cidade vizinha. Quando chegaram, armaram uma pequena cabana embaixo de um pé de pequi e começaram a cultivar terras pela redondeza. A partir daí, os acima citados tiveram conhecimento e resolveram se unir aos dois, começando portanto a nova cidade teresinense. O Sr. Osório era um homem de grande sabedoria e as pessoas sempre o consultavam antes de tomar as decisões. Ele trabalhava como carpinteiro, ofício que fora passado para seu filho Jorjari Berto, que atualmente mora em Brasíla-DF com sua família. Este possui a mais extensa área de terra particular no solo desta pequena cidade, cuja terra atualmente está sendo vendida por ele mesmo para formação de novos bairros e contribuir com o crescimento e desenvolvimento de Teresina, cidade pela qual tem grande apreço, pois encontra-se nesta cidade e seu arredores uma incomensurável variedade de frutas, vegetação, animais e sobretudo de riquezas naturais, sendo considerada a cidade que possui a maior riqueza natural do Centro Oeste do Brasil.

## Geografia
Sua população estimada em 2016 era de 3.327 habitantes.
Nesta cidade e seu arredores uma incomensurável variedade de frutas, vegetação, animais e sobretudo de riquezas naturais, sendo considerada a cidade que possui a maior riqueza natural do Centro Oeste do Brasil.

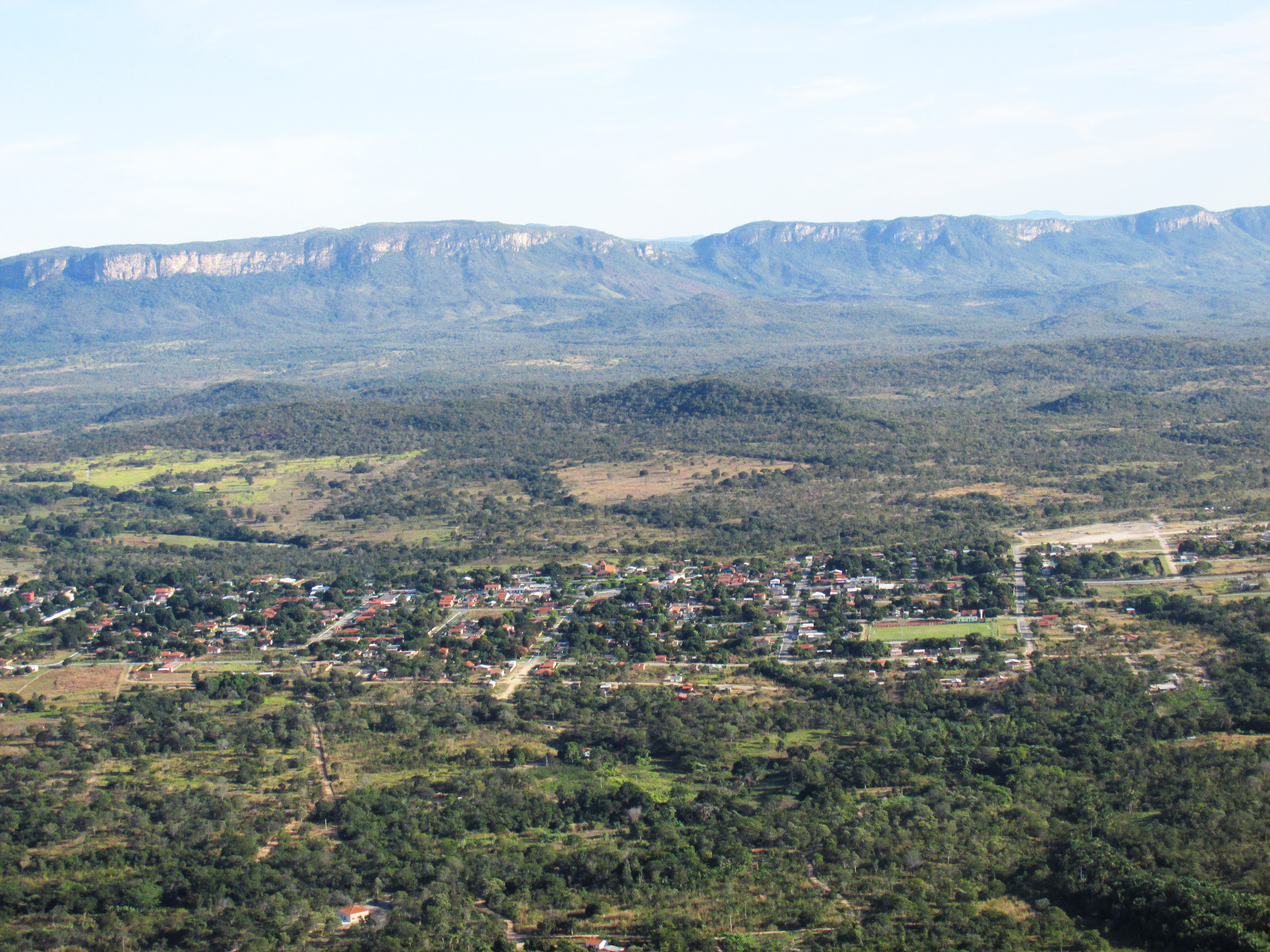
Cidade vista da Serra do Cruzeiro.

## Comunidade Kalunga
Localidades na Comunidade Kalunga:
- Ema
- Limoeiro
- Ribeirão
- Diadema
- Jataroba